# Hemiteles cylindrithorax
Hemiteles cylindrithorax är en stekelart som beskrevs av Taschenberg 1865. Hemiteles cylindrithorax ingår i släktet Hemiteles och familjen brokparasitsteklar. Inga underarter finns listade i Catalogue of Life.